# Orchoninscripties
De Orchoninscripties (Turks: Orhun yazısı/alfabesi of Göktürk yazısı), ook wel Göktürkse inscripties genoemd, zijn teksten in het oudste bekende Turkse schrift. De Nederlandse term 'Orchon' komt van de riviervallei in Mongolië waar belangrijke inscripties (Turks: Orhun Yazıtları of Göktürk Abidesi), die leidden tot ontcijfering van het schrift gevonden zijn. De geschriften stammen uit ca. 720-735 uit het Rijk der Göktürken (552-774), dat bekendstaat als een van eerste grote rijken van de Turkse volkeren.
De gevonden stenen pilaren hebben inscripties die naar alle waarschijnlijkheid gemaakt zijn door Yollug Tigin. Ze zijn gewijd zijn aan de twee Khanen Bilge Kağan en Kül Tigin van het Rijk der Göktürken. Yollug Tigin was de neef van Bilge Kağan.
De inscripties zijn in 1889 gevonden door Nikolaj Jadrintsev uit Irkoetsk in de Orchonvallei bij de monding in de Selenga in het huidige Mongolië. De teksten werden in 1892 gepubliceerd door de Finse onderzoeker Heikel en de Duitse turkoloog in Russische dienst Wilhelm Radloff (Vasili Radlov). In 1893 slaagde de Deense linguïst Wilhelm Thomsen erin de teksten te ontcijferen en te vertalen.
Een deel van de inscriptie:

Transcriptie: "tunga tigin yoghinda kiri ölürtimiz."

## Vondst en vertaling
Al in de dertiende eeuw maakte de Mongools-Turkse Alaaddin Ata Melik Cüveynî (voluit: Ebü'l- Muzaffer Alâúdîn Atâ‘ Melik bin Bahâiddîn Muhammed el-Cüveynî) melding van deze Göktürk-inscripties in zijn geschriften over de wereldgeschiedenis, Tarih-i Cihan Güşa. Verder maakten ook Chinese bronnen melding van de plaatsing van stenen pilaren door de Gökturken. De stenen zelf werden echter pas in de negentiende eeuw gevonden, voornamelijk omdat er in de achttiende en negentiende eeuw maar weinig aandacht was voor Centraal-Aziatische geschiedenis.
Het was de Russische tsaar Peter I die de Zweedse militair Strahlenberg en de plantkundige Messerschmidt naar Siberië stuurde om het klimaat en de vruchtbaarheid van de bodem te onderzoeken. In 1721 vond dit duo de eerste Gökturkse/oud-Turkse inscriptie in de Jenisej-vallei. Het bleek achteraf te gaan om een incompleet Turks-Kirgizisch grafschrift geschreven in het Gökturkse alfabet. Een jaar later, na zijn terugkeer naar Zweden, schreef Strahlenberg een boek over deze vondst. De academische wereld onderzocht de inscripties en vond later de rest van wat nu bekendstaat als de Talas-Jenisej inscripties. Het bleek te gaan om oude Gökturkse grafstenen met inscripties in een Kirgizisch dialect van Gökturks.
Hierdoor bleek de interesse van historici geprikkeld. In de loop van de achttiende en negentiende eeuw vertrokken steeds meer onderzoekers naar Centraal-Azië vanwege de inscripties. Toch duurde het vrij lang voordat er een tweede inscriptie werd ontdekt. De Rus Yadrintsev vond in 1889 enkele inscripties in de Orchonvallei, wat aanleiding vormde voor nieuwe expedities. In 1890 arriveerde een Fins team ter plaatse onder leiding van Heikel, maakte foto's van de stenen en publiceerde deze in 1892. Een Russisch team onder leiding van Radloff begon in 1891 met de uitgave van alle Gökturkse inscripties. Het was uiteindelijk Thomsen die in 1893 de Orchoninscripties kon vertalen. Het eerste woord dat ze konden ontcijferen was het Gökturkse woord 'Tanrı', dat 'God' betekent. Het woord wordt nog steeds gebruikt door Turkse volkeren en bestaat ook nog in het Turkije-Turks. De eerste vertaling naar het hedendaagse Turks werd gedaan door prof. dr. Muharrem Ergin in (1971).
Tonyukuk inscripties 731 na Christus is de allereerste Orchon inscriptie.

### Kül Tigininscriptie
Naar schattingen is de Kül Tigininscriptie rond 732 gemaakt. Zij vertelt over de geschiedenis van het Rijk der Göktürken en sluit af met een citaat van de Gökturkse Khan Bilge Kağan, waarin hij opriep tot eenheid en saamhorigheid van de verschillende Turkse volkeren, die in het rijk woonden.

### Bilge Kağaninscriptie
De stenen pilaar met daarop de inscripties van Bilge Kağan en Yollug Tigin wordt algemeen gezien als een van de belangrijkste en oudste overleveringen. 
Er zijn ook zinnetjes van Tenri Kagan afkomstig op de Bilge Kagan inscriptie. 735 na Christus is de geschatte datum van opmaak. Waar de inscripties aanvankelijk in het Chinees begonnen zijn, eindigen ze in het Turks. De Chinese beginzinnen zijn grotendeels verwijderd maar nog herkenbaar, terwijl de Turkse zinnen duidelijk beter leesbaar zijn. Volgens het opschrift is Bilge Kağan net één jaar geleden overleden en heeft zijn zoon opdracht gegeven tot het plaatsen van deze inscripties. Verder staan er citaten van Bilge Kağan en zijn neef Yollug Tigin op de pilaar. Wat verder ook opvallend is, is het feit dat deze pilaar neergehaald en beschadigd was. Mogelijk is dit gedaan door latere Mongools-Chinese overheersers of door naburige vijandige Turkse stammen. Ook waren er rondom de pilaar verschillende andere standbeelden en zelfs een graftombe te vinden, hoogstwaarschijnlijk van Bilge Kağan zelf.

## Reacties
In 1896 schreef Wilhelm Thomsen zijn bevindingen in het artikel “De oudste overblijfselen van de Turkse taal en literatuur in de wereld van Mohammed”. Later schreef de Fransman Leon Cahun dat er vroeger een prehistorisch Turks volk woonachtig was in Centraal-Azië. Het was zijn theorie die later meer aanhang kreeg onder Turken, omdat volgens Cahun het oorspronkelijke Turkse volk, de zelfbenoemde Göktürken, een hoogontwikkelde cultuur hadden die te vergelijken was met de oude Egyptenaren.

## De inscripties
De Orchuninscripties zijn vertaald in het hedendaagse Turks en genieten in Turkije veel belangstelling.
| De originele transcriptie | De vertaling naar het hedendaagse Turks                                                                               | De Nederlandse vertaling |
| --- | --- | --- |
| Türük Oguz begleri, budun eşiding. Üze tengri basmasar, asra yir telinmeser, Türük budun, ilingin törüngin kim artatı udaçı erti ? | Türk Oğuz beyleri, ulusu işitin; üstte gök basmasa, altta yer delinmese, Türk ulusu, ilini töreni kim bozabilecekti ? | Turkse Oğuz-leiders, hoor het volk aan; als de hemel niet instort, als de aarde niet wegvalt, wie kan dan de natie, volk en cultuur der Turken verwoesten?               |
| Türük budun tokurkak sen. Açsar tosık ömez sen, bir todsar açsık ömez sen.                                                         | Türk ulusu tokluğun değerini bilmezsin. Acıksan tokluk düşünmezsin. Bir doysan açlığı düşünmezsin.                    | Jij, het Turkse volk, weet de waarde van een volle maag niet. Als je honger hebt, denk je niet aan een volle maag. Als je eenmaal vol zit, denk je niet meer aan honger. |